# Kunaji, Sorab
Kunaji là một làng thuộc tehsil Sorab, huyện Shimoga, bang Karnataka, Ấn Độ.